# Asomo Ngono Ela
Asomo Ngono Ela, née en 1914, morte en 1970 et est une chanteuse camerounaise de l’épopée mvet, ayant contribué à pérenniser et faire connaître une tradition orale boulou.

## Biographie
Elle est née en 1914, d'origine boulou, dans le village de Bissombo, situé dans l'arrondissement de Bengbis et le département du Dja-et-Lobo, tout au sud du Cameroun. Le village de Bissombo est aujourd'hui à la limite de la réserve du Dja. Enfant, elle perd ses parents et devient aveugle lors d'un rituel initiatique. Elle est initiée au mvet par une Ntumu de l'actuelle Guinée équatoriale, Okot Essila, non-voyante comme elle. Le mvet est un instrument à corde quelquefois construit de façon rudimentaire, un instrument à la fois musical et rituel, à l'appui d'une pratique mystique et sociale, servant à nouer le dialogue avec les divinités de la forêt. Okot Essila lui transmet également près d'un millier de chants épiques.
Les thèmes des chants du mvet sont très diversifiés : célébration des hauts faits du clan, rappel des conflits anciens et de l'héroïsme des anciens, poèmes satiriques, etc. Installés au sein de l'immense forêt équatoriale, où ils travaillaient le fer, les Boulous ont dû faire preuve de leur force militaire et défendre avec pugnacité leur réputation parmi les autres peuples de la forêt. Un des récits d’Asomo Ngono Ela a été recueilli par un écrivain, Gaspard Towo Atangana, et publié sous le titre : Àjònò Àlá. L’épopée en cinq chants raconte l’histoire de trois jeunes gens qui quittent leur village pour chercher à se marier. Ces chants se déroulent dans un monde totalement différent du nôtre, le peuple des immortels, mais le présent fait quelquefois irruption. Ainsi, dans la partie chantée et dialoguée entre la narratrice et le public du récit Àjònò Àlá, la narratrice implore l'aide d'Ahidjo « prezidán yá Kamalón ». Ahmadou Ahidjo est effectivement le premier président du Cameroun, juste après l'accession du pays à l'indépendance, période pendant laquelle ce récit a été couché sur papier.
Asomo Ngono Ela excelle dans l'interprétation mvet, qui est plutôt le domaine des hommes, et acquiert une grande renommée pour sa maîtrise dans le sud du Cameroun. Dans les années 1960, peu de temps après l'indépendance, elle se produit dans les rendez-vous culturels de la région, notamment au Festival du mvet de Yaoundé en 1964, et au Festival mondial des arts nègres de Dakar en 1966. Elle meurt en 1970.